# Système hybride d'énergie

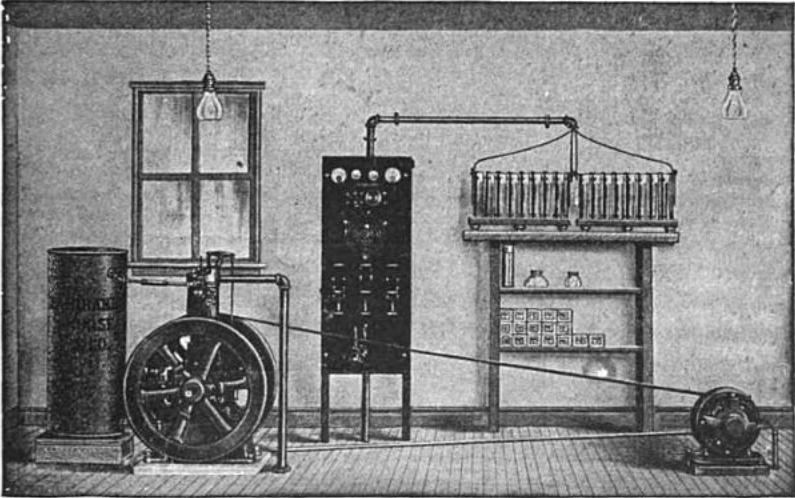
Premier système d'alimentation hybride. Le moteur à essence/kérosène entraîne la dynamo qui charge la batterie de stockage.

Un système d'alimentation hybride, ou un système hybride d'énergie, est un dispositif combinant différentes technologies pour produire de l'énergie.
En génie électrique, le terme « hybride » décrit un système combiné de stockage d'électricité et d'énergie.
Le photovoltaïque, l'éolien et divers types de générateurs comme les groupes électrogènes diesel sont typiquement associés pour produire de l'électricité dans une centrale hybride.
Les centrales électriques hybrides contiennent une composante d'énergie renouvelable, souvent le photovoltaïque, dont la production est complétée par un autre type de génération ou de stockage, telle qu'un groupe électrogène diesel, une pile à combustible ou un système de stockage sur batterie. Ils peuvent également fournir d'autres formes d'énergie telles que la chaleur pour certaines applications,.

## Système hybride
Les systèmes hybrides sont la combinaison d'au moins deux modes de production d'électricité, généralement des technologies renouvelables telles que le solaire photovoltaïque (PV) et les éoliennes. Ils assurent un niveau élevé de sécurité énergétique grâce à ces assemblages, intègrent souvent un système de stockage (batterie, pile à combustible) ou un petit générateur à combustible fossile pour assurer une fiabilité et une continuité optimales de production d'énergie.
Les systèmes hybrides d'énergie renouvelable ont un certain succès en tant que systèmes d'alimentation autonomes dans les régions éloignées, grâce aux progrès techniques des énergies renouvelables et de la hausse subséquente des prix des produits pétroliers. Un système d'alimentation hybride, ou énergie hybride, se compose généralement d'au moins deux sources d'énergies renouvelables, utilisées ensemble pour fournir une efficacité accrue du système ainsi qu'un meilleur équilibre de l'approvisionnement énergétique.

## Les types

### Hydroélectricité et solaire
L'énergie solaire flottante s'ajoute généralement à l'hydroélectricité existante après la construction du barrage.

### Solaire et éolien

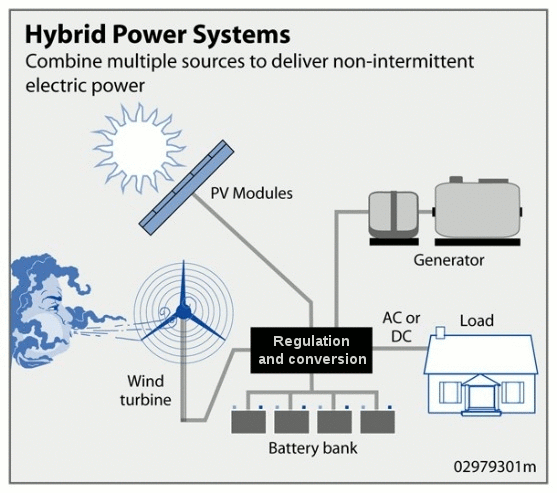
Système hybride solaire et éolien

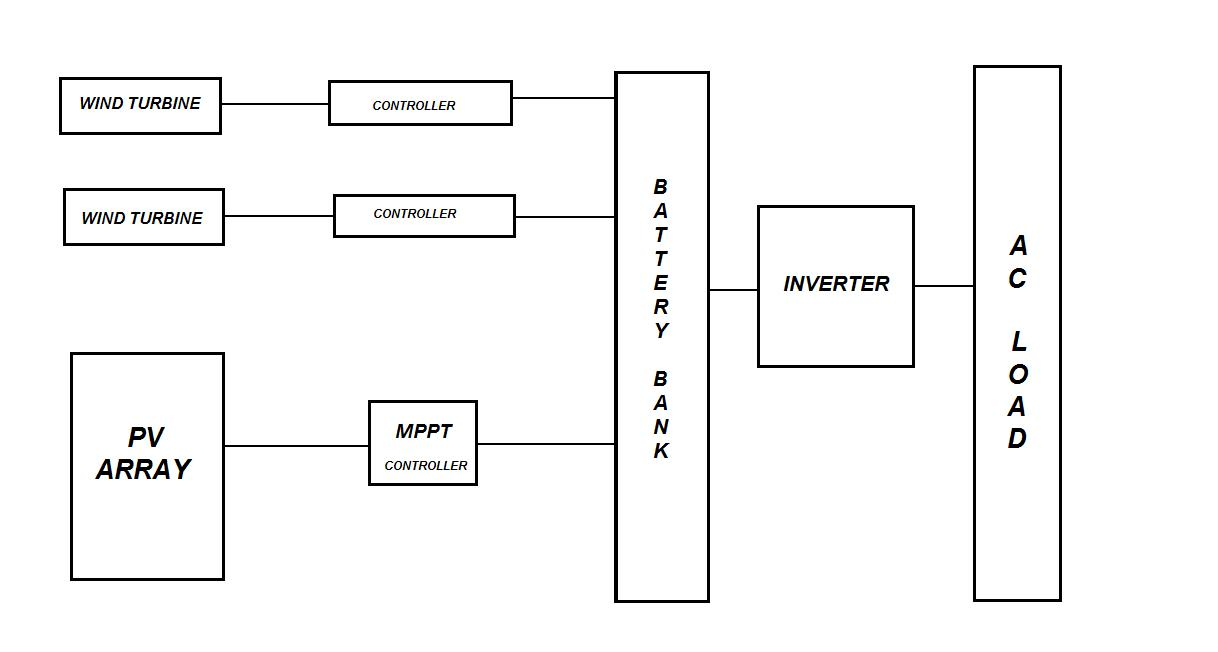
Schéma fonctionnel d'un système d'énergie hybride PV/éolien

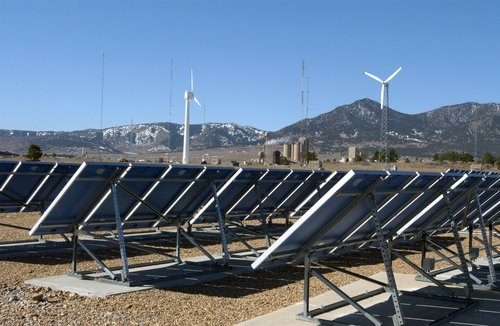
Système hybride éolien et solaire typique
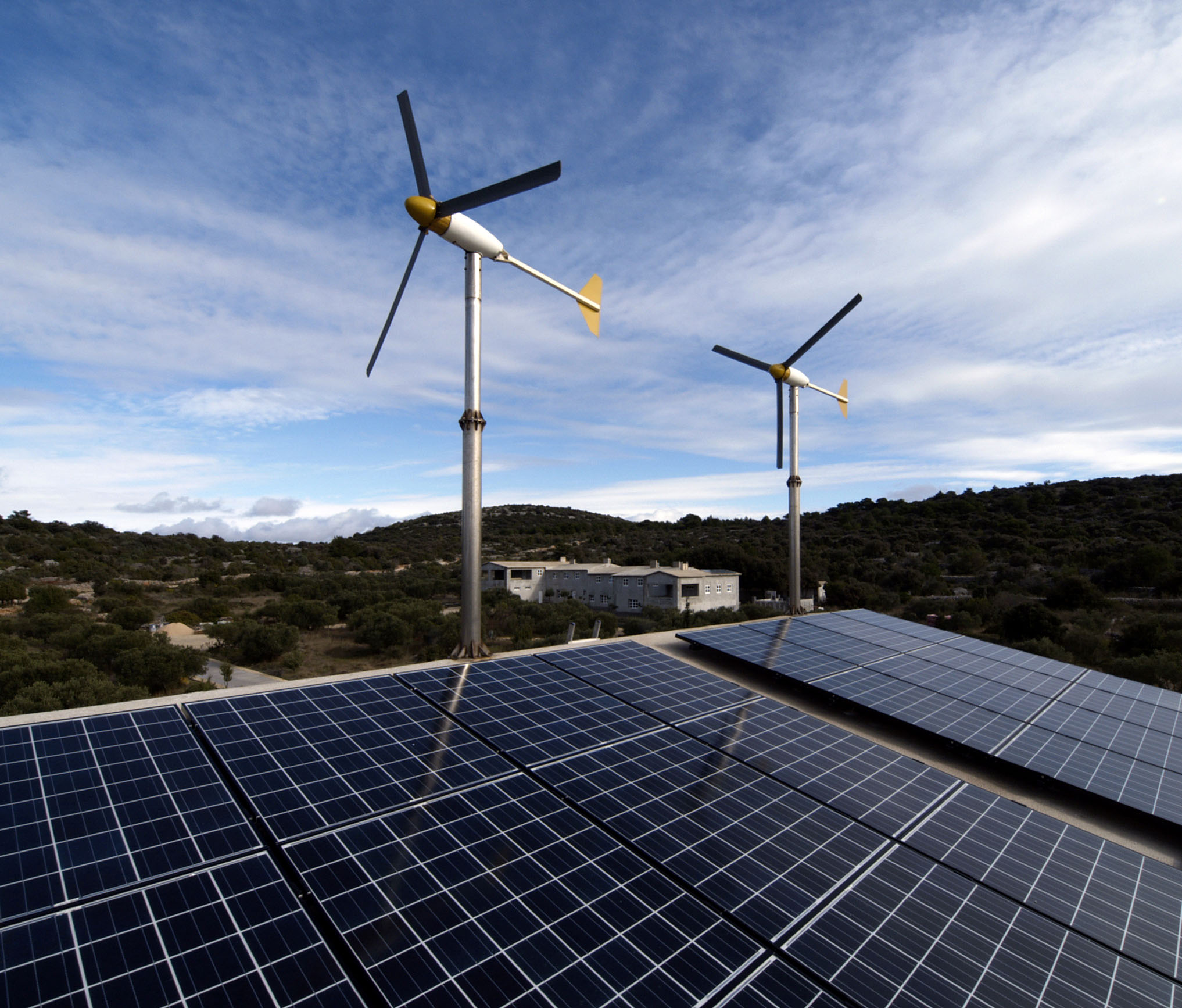
Système hybride sur l'île de Žirje, Croatie
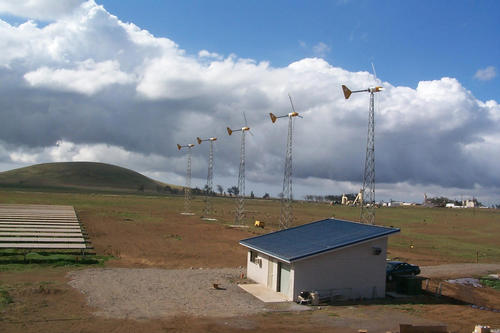
Petit système hybride éolien et solaire

Un autre exemple de système d'alimentation hybride est le générateur photovoltaïque couplé à une éolienne. Il profite plus de l'éolien pendant l'hiver, alors que pendant l'été, les panneaux solaires produiraient leur puissance de pointe. Les systèmes énergétiques hybrides offrent souvent de meilleurs rendements économiques et environnementaux à ceux des systèmes autonomes éoliens, solaires, géothermiques ou de trigénération.

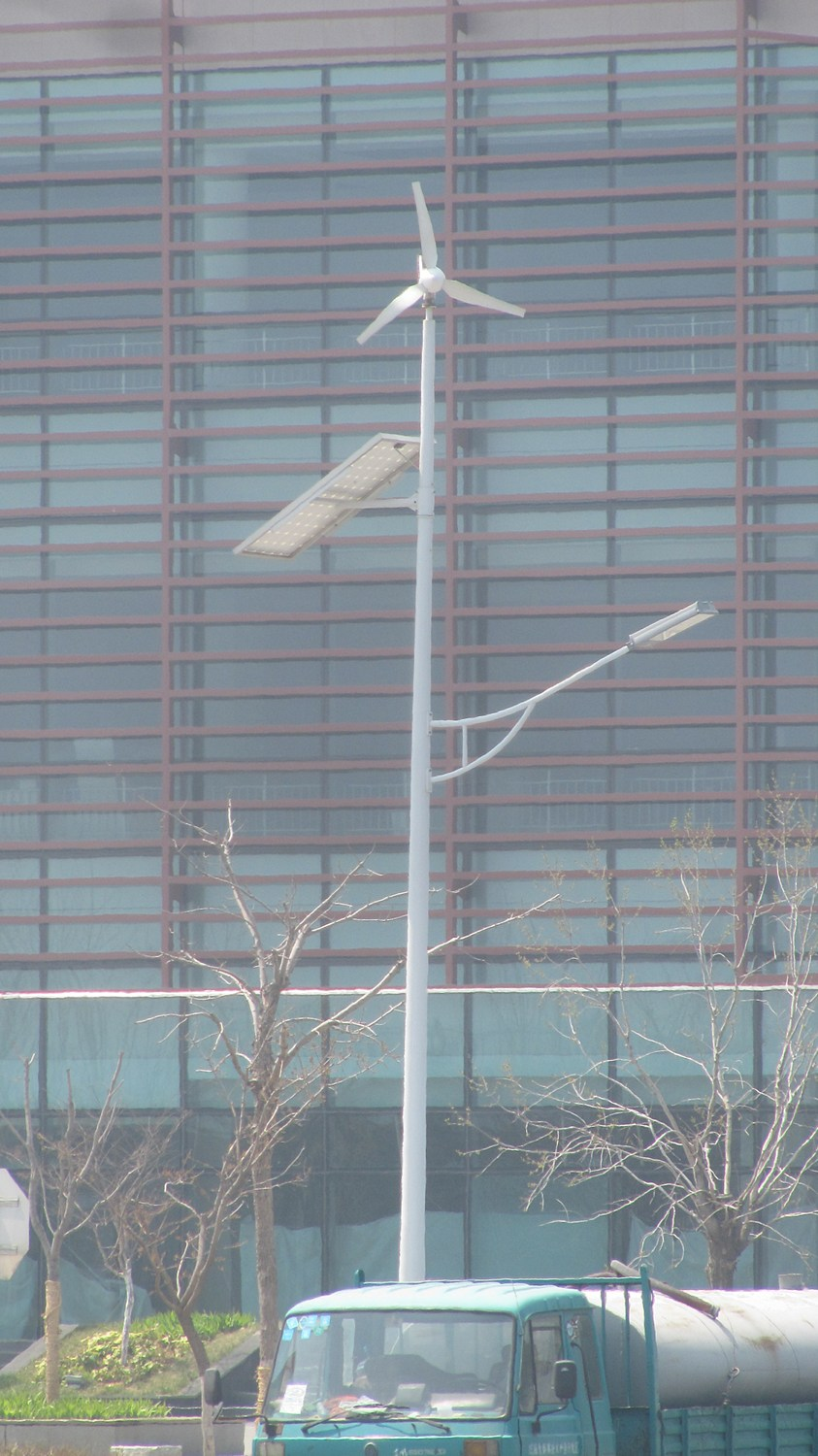
Éolienne à axe horizontal, combinée à un panneau solaire sur un pylône d'éclairage à Weihai, province du Shandong, Chine

Une utilisation combinée des systèmes éolien-solaire se traduit, dans de nombreux endroits, par une puissance de sortie plus régulière car les ressources sont anti-corrélées. L'utilisation combinée de systèmes éoliens et solaires est donc très pertinente pour une intégration à grande échelle du réseau.
Un système hybride d'un coût de 5 millions de dollars a été installé en 2019, à Pelican Rapids dans l'ouest du Minnesota. Il tourne à 500 kW d'énergie solaire grâce à l'onduleur d'une éolienne de 2 MW, augmentant le facteur de capacité et réduisant les coûts de 150 000 $ par an. Les contrats d'achat limitent le distributeur local à 5 % d'autoproduction maximum,.
La Tour de la Rivière des Perles à Guangzhou, en Chine, combine des panneaux solaires sur ses fenêtres et plusieurs éoliennes à différents étages de sa structure. Avec l'appoint de micro-turbines à gaz, l'édifice aurait dû être excédentaire en énergie mais ce volet n'a pas pu être réalisé, pour des raisons administratives.
Dans plusieurs régions de Chine et d'Inde, sont installés des pylônes d'éclairage combinant panneaux solaires et éoliennes à leur sommet. L'espace utilisé par ses dispositifs est donc optimisé avec deux unités de production d'énergie complémentaires. Les modèles les plus courants utilisent des éoliennes à axe horizontal, ou des modèles d'éoliennes à axe vertical, utilisant un système Savonius de forme hélicoïdale et torsadée[réf. nécessaire].
L'adjonction de panneaux solaires à des éoliennes déjà installées a été testée, mais a produit des reflets de lumière aveuglants constituant une menace pour l'aviation. Des panneaux solaires teintés qui réfléchissaient moins la lumière ont été construits pour pallier cet inconvénient. Un design originale et performant propose une éolienne à axe vertical recouverte de cellules solaires capables d'absorber la lumière du soleil sous n'importe quel angle.
D'autres hybrides solaires comprennent des systèmes solaires-éoliens. La combinaison de l'éolien et du solaire est vertueuse car les deux sources se complètent, — les heures de pointe de fonctionnement de chaque système se produisent à des moments différents de la journée et de l'année —. La production d'énergie d'un tel système hybride fluctue moins que chacune des composantes.

### Hydroélectrique et éolien
Un système éolien et hydraulique génère de l'énergie électrique en joignant à des éoliennes, un stockage en pompage-turbinage. La combinaison des deux a fait l'objet de discussions à long terme, et une centrale expérimentale, qui testait également des éoliennes, mise en place par Nova Scotia Power sur le site hydroélectrique de Wreck Cove à la fin des années 1970, a fonctionné dix ans.
Certaines centrales éoliennes consacrent la totalité ou une partie importante de leurs ressources éoliennes au pompage de l'eau vers des réservoirs de stockage. Ces réservoirs sont un maillon du stockage d'énergie de réseau.
Le vent et son potentiel de production sont intrinsèquement variables. Cependant, lorsque cette source d'énergie est utilisée pour pomper de l'eau dans des réservoirs en altitude (principe du stockage par pompage), l'énergie potentielle de l'eau est relativement stable et peut être utilisée pour générer de l'électricité en la libérant dans une centrale hydroélectrique en cas de besoin. La combinaison a été décrite comme particulièrement adaptée aux îles non-connectées aux réseaux électriques.
Un système d'alimentation hybride hydro-éolien est pleinement opérationnel sur l'île d'Ikaria, en Grèce depuis 2012. Il couvre en grande partie les besoins en énergie d’Ikaria. Sa production annuelle nette d'énergie atteint 10,96 GWh, réduisant considérablement la demande de consommation à la centrale thermique à Ágios Kírykos.
Le système est constitué du réservoir existant dans le lac de retenue Pezi d’une capacité de 900 000 m3 d'eau, de deux réservoirs d'eau de capacité de stockage de 80 000 m3 chacun, de deux petites centrales hydroélectriques (SHP) de production d'énergie éolienne (d'une capacité totale de 4,15 MW) à Proespera et Basse Proespera, d’une puissance de pompe de 2 MW pour remonter l'eau du bas vers le réservoir supérieur, de tuyaux souterrains d’alimentation et d'évacuation de l'eau d'une longueur de 5,5 km. Un parc éolien de trois éoliennes assure 2,7 MW de puissance totale, et se voit secondé par l'installation supplémentaire de 4 autres à Perdiki  pour une capacité totale de 1,8 MW. Un centre de contrôle et de distribution de la charge et ajouté à la centrale électrique locale existante.
Auparavant, dans les années 1980, une installation a été envisagée aux Pays-Bas, utilisant le lac IJsselmeer comme réservoir, avec des éoliennes sur sa digue. Des études de faisabilité ont aussi été menées pour des installations sur l'île de Ramea (Terre-Neuve-et-Labrador) et dans la réserve indienne de Lower Brule (Dakota du Sud),.
L'île d'El Hierro est l'endroit où la première centrale éolienne-hydroélectrique au monde devait être achevée. Elle a été conçue pour couvrir entre 80 et 100 % de la puissance de l'île et devait être opérationnel en 2012.
Les systèmes d'énergie 100 % renouvelable nécessitent une surcapacité d'énergie éolienne ou solaire.

### Solaire PV et solaire thermique
L'énergie solaire photovoltaïque génère une énergie intermittente bon marché pendant la journée, elle a donc besoin du soutien de sources de production d'énergie durables pour fournir de l'énergie 24 heures sur 24. Les centrales thermiques solaires avec stockage thermique sont des sources de production d'énergie durable et propre pour fournir de l'électricité à toute heure,. Elles peuvent parfaitement répondre à la demande de charge et fonctionner comme des centrales électriques de charge de base lorsque l'énergie solaire extraite est jugée excédentaire sur une journée. Un mélange approprié de solaire thermique (type de stockage thermique) et de solaire photovoltaïque peut parfaitement correspondre aux fluctuations de charge sans nécessiter de stockage de batterie coûteux,.
Pendant la journée, la consommation d'énergie auxiliaire supplémentaire d'une centrale solaire thermique à accumulation est de près de 10 % de sa capacité nominale pour le processus d'extraction de l'énergie solaire sous forme d'énergie thermique. Cette demande d'énergie auxiliaire peut être suppléée par une centrale solaire photovoltaïque moins chère, ce qui revient à une centrale solaire hybride avec un mix de centrales solaires thermiques et solaires photovoltaïques sur le même site. De plus, pour optimiser le coût de l'électricité, la production peut provenir de la centrale solaire photovoltaïque la moins chère (33 % du temps) pendant la journée, tandis que le reste du temps elle provient de la centrale de stockage solaire thermique à partir d'un tour solaire ou de miroirs cylindro-paraboliques pour répondre au fonctionnement de charge de base quotidien. Lorsque la centrale de stockage thermique solaire est forcée de rester inactive pour des raisons météorologiques plusieurs jours, il est également possible de consommer le surplus bon marché des centrales solaires photovoltaïques, éoliennes et hydroélectriques en chauffant le sel fondu à une température plus élevée pour produire l'énergie thermique stockée en électricité pendant les heures de pointe lorsque le prix de vente de l'électricité est rentable,.

### Système éolien-hydrogène
La production d'hydrogène par électrolyse de l'eau est une méthode de stockage de l'énergie éolienne. L'hydrogène est ensuite utilisé pour la production d'électricité pendant les périodes où la demande ne peut être satisfaite par le vent seul. L'énergie contenue dans l'hydrogène stocké peut être convertie en énergie électrique grâce à la technologie des piles à combustible ou à un moteur à combustion interne entrainant un générateur électrique.
Le stockage réussi de l'hydrogène pose de nombreux problèmes, tels que la fragilisation des matériaux utilisés dans le système électrique.
Cette technologie est développée dans de nombreux pays. En 2007, une société australienne a été introduite en bourse et commercialisait pendant quelque temps cette technologie à la fois en Australie et au Royaume-Uni,.
En 2007, les sites de test technologique comprenaient :
| Communauté                                          | Pays                       | Vent MW |
| --------------------------------------------------- | -------------------------- | ------- |
| Raméa, Terre-Neuve-et-Labrador                      | Terre-Neuve, Canada        | 0,3     |
| Village éolien-hydrogène de l'Île-du-Prince-Édouard | Î.-P.-É., Canada           |         |
| Loland                                              | Danemark                   |         |
| Bismarck                                            | Dakota du Nord, États-Unis |         |
| Koluel Kaike                                        | Santa Cruz, Argentine      |         |
| Projet d'énergie renouvelable de Ladymoor (LREP)    | Écosse                     |         |
| Projet d'hydrogène Hunterston                       | Écosse                     |         |
| RES2H2                                              | Grèce                      | 0,50    |
| Unst                                                | Écosse                     | 0,03    |
| Utsira                                              | Norvège                    | 0,60    |

### Éolien et diesel
Un système d'alimentation hybride éolien-diesel, comme son nom l'indique, combine des générateurs diesel et des éoliennes, et prend généralement sa place dans un réseau local formé de stockage d'énergie, de convertisseurs de puissance et divers composants de contrôle, pour générer de l'électricité. Un tel système est conçu pour augmenter la capacité et réduire les coûts et l'impact environnemental de la production d'électricité dans les communautés éloignées et les installations qui ne sont pas reliées à un réseau électrique. Les systèmes hybrides éolien-diesel réduisent la dépendance au carburant diesel, qui crée de la pollution et coûte cher à transporter.
Des systèmes de production d'énergie éolienne-diesel ont été développés et testés dans un certain nombre d'endroits au cours de la dernière partie du XXe siècle. Ce type de système a un certain succès en raison de sa fiabilité et des faibles coûts de support technique minimisés pour les communautés éloignées[réf. nécessaire].
L'intégration réussie de l'éolien avec des groupes électrogènes au diesel repose sur des contrôles complexes pour assurer un partage intelligent de l'énergie éolienne intermittente et une production diesel contrôlable pour répondre à la demande de la charge naturellement variable. La mesure courante des performances des dispositifs éolien-diesel est la pénétration du vent, qui est la part de l'énergie éolienne dans la puissance totale fournie, par exemple, 60 % de pénétration du vent implique que 60 % de la puissance du système provient du vent. La pénétration est une mesure en production de pointe ou d'une longue durée. Des sites tels que la station Mawson, en Antarctique, ainsi que Coral Bay et la baie de Bremer en Australie ont des pénétrations de vent maximales d'environ 90 %. Les solutions techniques à l'inconstance de la puissance éolienne comprennent l'usage d'éoliennes à vitesse variable (comme Enercon à Denham, en Australie), le contrôle de la demande telle que la charge de chauffage (comme Mawson), stockant l'énergie dans un volant d'inertie (tel Powercorp à Coral Bay). Certaines installations sont actuellement converties en systèmes éoliens-hydrogène, comme à Ramea au Canada.
Des systèmes hybrides éolien-diesel ont été construits par l'industrie minière depuis 2010, dans le nord du Canada. Dans des endroits isolés, au lac de Gras, dans les Territoires du Nord-Ouest du Canada, et à Katinniq, dans la péninsule d'Ungava, au Nunavik, deux systèmes sont utilisés pour économiser du carburant dans les mines. Il existe un autre système en Argentine.
Les systèmes hybrides éolien-diésel peuvent intégrer un stockage d'énergie pneumatique, c'est-à-dire un stockage d'énergie par air comprimé.

### Autres systèmes d'alimentation hybrides
Dans les centrales électriques utilisant le stockage d'énergie par air comprimé (CAES), l'énergie électrique est utilisée pour comprimer l'air et le stocker dans des installations souterraines telles que des cavernes ou des mines abandonnées. En cas de forte demande d'électricité, l'air est libéré pour alimenter les turbines, généralement avec de la combustion de gaz naturel en appoint. Des centrales électriques utilisant de manière significative le CAES sont opérationnelles à McIntosh, en Alabama, en Allemagne et au Japon. Les inconvénients du système comprennent certaines pertes d'énergie dans le processus de stockage d'énergie par air comprimé. Et surtout, la nécessité de combustibles fossiles tels que le gaz naturel signifie que ces systèmes n'utilisent pas entièrement les énergies renouvelables.
L'Iowa Stored Energy Park, dont l'exploitation commerciale était prévue en 2015, devait utiliser les parcs éoliens de l'Iowa comme source d'énergie en collaboration avec le CAES avant d'être abandonné.
La combinaison entre solaire et géothermie est également possible.

### Solaire et diesel
Un des systèmes hybrides les plus courants est l'association photovoltaïque et diesel,, combinant des générateurs photovoltaïques et diesel, ou des groupes électrogènes diesel, car le PV n'a pratiquement aucun coût marginal et est injecté en priorité sur le réseau. Les groupes électrogènes diesel sont utilisés pour combler en permanence l'écart entre la charge actuelle et la puissance réelle générée par le système PV.
Comme l'énergie solaire fluctue et que la capacité de production des groupes électrogènes diesel est limitée à une certaine plage, inclure le stockage sur batterie devient pertinent afin d'optimiser la contribution de l'énergie solaire à la production globale du système hybride,.
Les applications les plus rentables pour la réduction du diesel avec l'énergie solaire et éolienne se trouvent normalement dans des endroits éloignés non reliés au réseau car le transport du diesel sur de longues distances est coûteux. Beaucoup de ces applications se trouvent dans le secteur minier et sur les îles,,.
En 2015, une étude de cas menée dans sept pays conclut que dans tous les cas, les coûts de production peuvent être diminués en hybridant le mini-réseau et le réseau isolés. Cependant, les coûts de financement des réseaux solaires-diesel sont cruciaux et dépendent largement de la structure de la centrale électrique. Les réductions de coûts pour les services publics peuvent être importantes, ce qui fait que l'étude a identifié les avantages économiques à court terme comme étant insignifiants ou même négatifs pour les services privés, tels que les producteurs d'électricité indépendants, compte tenu des coûts historiques au moment de l'étude,.

### Plus de 2 sources d'énergie
L'association de l'énergie des vagues, de l'éolien et au solaire est possible.